# Guillermo Ramírez
Guillermo Ramírez   (Livingston, 26 de març de 1978) és un exfutbolista guatemalenc de la dècada de 2000.
Fou 103 cops internacional amb la selecció de Guatemala.
Pel que fa a clubs, destacà a Municipal i Los Angeles Galaxy.
L'any 2012 fou suspès de per vida al seu país natal per participar en la manipulació de partits, juntament amb companys de selecció com Yony Flores i Gustavo Cabrera.